# Governo Édouard Philippe I
O governo Édouard Philippe é o quadragésimo governo de França sobre a Quinta República Francesa. Proposto pelo Primeiro-Ministro Édouard Philippe, é o primeiro governo formado sobre a presidência de Emmanuel Macron.

## Composição

### Primeiro-Ministro
- Édouard Philippe

### Ministros de Estado
| Cargo                                                           | Nome            |
| --------------------------------------------------------------- | --------------- |
| Ministro de Estado, Ministro do Interior                        | Gérard Collomb  |
| Ministro de Estado, Ministro da Transição ecológica e solidária | Nicolas Hulot   |
| Ministro de Estado, Procurador, ministro da Justiça             | François Bayrou |

### Ministres
| Cargo                                                | Nome                 |
| ---------------------------------------------------- | -------------------- |
| Ministro do Exercito                                 | Sylvie Goulard       |
| Ministro da Europa e dos Negócios Estrangeiros       | Jean-Yves Le Drian   |
| Ministro da Coesão Territorial                       | Richard Ferrand      |
| Ministro da Solidariedade e Saúde                    | Agnès Buzyn          |
| Ministro da Cultura                                  | Françoise Nyssen     |
| Ministro da Economia                                 | Bruno Le Maire       |
| Ministro do Trabalho                                 | Muriel Pénicaud      |
| Ministro da Educação na                              | Jean-Michel Blanquer |
| Ministro da Agiricultura e Alimentação               | Jacques Mézard       |
| Ministro de Ação e as Contas Públicas                | Gérald Darmanin      |
| Ministro do Ensino Superior, Investigação e Inovação | Frédérique Vidal     |
| Ministro do Ultramar                                 | Annick Girardin      |
| Ministros do Desporto                                | Laura Flessel        |

### Ministros com um ministro
| Ministro dos Transportes | Ministro de Estado, Ministro da Transição ecológica e solidária | Elisabeth Borne | Ministro dos Assuntos Europeus | Ministro da Europa e dos Negócios Estrangeiros | Marielle de Sarnez |

### Secretários de Estado do primeiro-ministro
| Cargo                                                                        | Nome                |
| ---------------------------------------------------------------------------- | ------------------- |
| Secretário de Estado para as Relações com o Parlamento, porta-voz do governo | Christophe Castaner |
| Secretário de Estado para a Igualdade entre mulheres e homens                | Marlène Schiappa    |
| Secretário de Estado encarregado das Pessoas com Deficiência                 | Sophie Cluzel       |
| Secretário de Estado do Digital                                              | Mounir Mahjoubi     |